# دينيس جرين
دينيس جرين (بالإنجليزية: Dennis Green)‏‏ (26 مايو 1931 - 5 سبتمبر 2018) هو متسابق قوارب أسترالي، وعمل مدربًا ومسؤولًا رياضيًا، وكان قد بدأ بالتنافس منذُ أواخر الخمسينات وحتى أوائل السبعينيات. تُوفي في 5 سبتمبر 2018 بسبب السرطان.

## روابط خارجية
- دينيس جرين على موقع اللجنة الأولمبية الدولية (الإنجليزية)
- دينيس جرين على موقع أوليمبيديا (الإنجليزية)
- دينيس جرين على موقع اللجنة الأولمبية الأسترالية (الإنجليزية)
- دينيس جرين على موقع قاعة أستراليا للمشاهير الرياضية (الإنجليزية)